# Callosciurus inornatus
Callosciurus inornatus — вид гризунів родини Sciuridae. Зустрічається в Китаї, Лаосі та В'єтнамі. Зустрічається від рівня рівнини Меконгу (160 м), можливо нижче у В'єтнамі, хоча явних таких записів не виявлено, до високогір'я, принаймні до 2000 м як у Лаосі, так і у В'єтнамі. У Лаосі цей вид, очевидно, зустрічається з вищою щільністю в узліссях, вторинних та сильно порушених лісах, ніж у малопорушених лісах, хоча він також трапляється в останніх. Він трапляється у вічнозелених та напіввічнозелених лісах та вторинних середовищах існування, що від них походять, і відсутній у листяних районах.

## Характеристики
C. inornatus досягає довжини тіла приблизно від 21 до 29 сантиметрів, хвіст досягає довжини приблизно від 17 до 21 сантиметра, а важить приблизно 325 грамів. Забарвлення спини тварин кольору агуті з двома або трьома смужками світлішого, оливково-коричневого волосся. Колір черева від світло-фіолетово-сірого до блакитно-сірого від підборіддя до живота. Вуха та лапи, а також верхня частина хвоста, мають той самий колір, що й спина, а кінчик хвоста часто чорний.

## Спосіб життя
Як і всі інші види роду, C. inornatus веде переважно деревний і рослиноїдний спосіб життя. Вона зустрічається в різних середовищах існування, переважно в тропічних лісах, чагарниках та вторинних лісах.